# Niklas Larsen
Niklas Larsen (Slagelse, 22 marzo 1997) è un ciclista su strada e pistard danese che corre per il team BHS-PL Beton Bornholm. Su strada ha vinto il Giro di Danimarca 2019; su pista ha invece vinto tre medaglie ai Giochi olimpici (un argento e due bronzi), due titoli mondiali e tre titoli europei.

## Palmarès

### Strada
- 2014 (Juniores)

Campionati danesi, Prova a cronometro Juniores
3ª tappa Grand Prix Rüebliland (Seon > Seon, cronometro)
- 2015 (Juniores)

2ª tappa, 1ª semitappa Trofeo Karlsberg (Peppenkum > Medelsheim, cronometro)
3ª tappa Grand Prix Rüebliland (Möhlin > Möhlin, cronometro)
- 2018 (Team Virtu Cycling/Team Waoo, due vittorie)

Eschborn-Francoforte Under-23
1ª tappa Rhône-Alpes Isère Tour (Charvieu-Chavagneux > Chateauvilain)
- 2019 (Team ColoQuick, tre vittorie)

GP Himmerland Rundt
Classifica generale Giro di Danimarca
Lillehammer GP
- 2021 (Uno-X Pro Cycling Team, una vittoria)

Fyen Rundt
- 2025 (BHS-PL Beton Bornholm, tre vittorie)

1ª tappa Tour du Loir-et-Cher (Blois > Valencisse)
Classifica generale Tour du Loir-et-Cher
2ª tappa Kreiz Breizh Elites (Domaine de Trévarez > Carhaix)

#### Altri successi
- 2017 (Team Virtu Cycling)

Classifica scalatori Ronde van Midden-Nederland
- 2018 (Team Virtu Cycling/Team Waoo)

Classifica a punti Rhône-Alpes Isère Tour
Classifica giovani Rhône-Alpes Isère Tour
- 2019 (Team ColoQuick)

Classifica giovani Giro di Danimarca
- 2020 (Uno-X Pro Cycling Team)

1ª tappa Giro della Regione Friuli Venezia Giulia (Aquileia > Grado, cronosquadre)

### Pista
- 2016

Campionati europei, Corsa a punti
- 2017

3ª prova Coppa del mondo 2016-2017, Inseguimento a squadre (Calì, con Casper Pedersen, Frederik Rodenberg Madsen e Julius Johansen)
3ª prova Coppa del mondo 2016-2017, Americana (Calì, con Casper von Folsach)
Dublin International, Corsa a punti
Dublin International, Omnium
Campionati europei Jr e U23, Corsa a punti Under-23
Campionati danesi, Chilometro a cronometro
Campionati danesi, Inseguimento individuale
Campionati danesi, Scratch
1ª prova Coppa del mondo 2017-2018, Omnium (Pruszków)
2ª prova Coppa del mondo 2017-2018, Americana (Manchester, con Casper von Folsach)
3ª prova Coppa del mondo 2017-2018, Corsa a punti (Milton)
3ª prova Coppa del mondo 2017-2018, Omnium (Milton)
- 2019

Dublin International, Americana (con Lasse Norman Hansen)
Grand Prix Mesta Prešov, Americana (con Lasse Norman Hansen)
Grand Prix Prostějov, Americana (con Lasse Norman Hansen)
Grand Prix Prostějov, Omnium
- 2020

Campionati danesi, Americana (con Frederik Madsen)
- 2022

Sommer Grand Prix, Omnium
Sommer Grand Prix, Americana (con Rasmus Pedersen)
Grand Prix Tufo, Americana (con Rasmus Pedersen)
Dudenhofen Sprint Meeting, Omnium
Dudenhofen Sprint Meeting, Americana (con Tobias Hansen)
- 2023

Campionati mondiali, Inseguimento a squadre (con Carl-Frederik Bévort, Frederik Rodenberg Madsen, Rasmus Lund Pedersen e Lasse Norman Leth)
Copenhagen Race Night, Scratch
Copenhagen Race Night, Americana (con Tobias Hansen)
- 2024

Campionati europei, Corsa a punti
Campionati mondiali, Inseguimento a squadre (con Carl-Frederik Bévort, Frederik Rodenberg Madsen, Rasmus Lund Pedersen e Tobias Hansen)
Ballerup, Americana (con Tobias Hansen)
- 2025

Campionati europei, Inseguimento a squadre

## Piazzamenti

### Competizioni mondiali
- Campionati del mondo su strada

Ponferrada 2014 - Cronometro Juniores: 12º
Ponferrada 2014 - In linea Juniores: 77º
Richmond 2015 - Cronometro Juniores: 7º
Richmond 2015 - In linea Juniores: 63º
- Campionati del mondo su pista

Londra 2016 - Inseguimento a squadre: 3º
Hong Kong 2017 - Inseguimento a squadre: 10º
Hong Kong 2017 - Corsa a punti: 4º
Hong Kong 2017 - Americana: 4º
Apeldoorn 2018 - Inseguimento a squadre: 2º
Apeldoorn 2018 - Omnium: 8º
Apeldoorn 2018 - Americana: 6º
Pruszków 2019 - Inseguimento a squadre: 3º
Pruszków 2019 - Omnium: 8º
St. Quentin-en-Yv. 2022 - Omnium: 4º
St. Quentin-en-Yv. 2022 - Americana: 11º
Glasgow 2023 - Inseguimento a squadre: vincitore
Glasgow 2023 - Omnium: 4º
Ballerup 2024 - Inseguimento a squadre: vincitore
Ballerup 2024 - Corsa a punti: 2º
Ballerup 2024 - Americana: 3º
- Giochi olimpici

Rio de Janeiro 2016 - Inseguimento a squadre: 3º
Tokyo 2020 - Inseguimento a squadre: 2º
Tokyo 2020 - Omnium: 5º
Parigi 2024 - Inseguimento a squadre: 4º
Parigi 2024 - Americana: 3º
Parigi 2024 - Omnium: 10º

### Competizioni europee
- Campionati europei su strada

Alkmaar 2019 - In linea Under-23: 2º
Drenthe 2023 - Cronometro Elite: 14º
- Campionati europei su pista

Saint-Quentin-en-Yvelines 2016 - Inseguimento individuale: 7º
Saint-Quentin-en-Yvelines 2016 - Corsa a punti: vincitore
Sangalhos 2017 - Scratch Under-23: 2º
Sangalhos 2017 - Corsa a punti Under-23: vincitore
Sangalhos 2017 - Omnium Under-23: 2º
Berlino 2017 - Inseguimento a squadre: 5º
Berlino 2017 - Corsa a punti: 2º
Berlino 2017 - Americana: 2º
Grenchen 2023 - Inseguimento a squadre: 4º
Grenchen 2023 - Omnium: 8º
Apeldoorn 2024 - Inseguimento a squadre: 2º
Apeldoorn 2024 - Omnium: 2º
Apeldoorn 2024 - Corsa a punti: vincitore
Heusden-Zolder 2025 - Inseguimento a squadre: vincitore
Heusden-Zolder 2025 - Omnium: 2º